# Sandra Dee
Sandra Dee (născută Alexandra Zuck; n. 23 aprilie 1942, Bayonne⁠(d), New Jersey, SUA – d. 20 februarie 2005, Thousand Oaks, California, SUA) a fost o actriță americană. Dee și-a început cariera ca model de copil, lucrând mai întâi în reclame și apoi în film în anii adolescenței. Cunoscută pentru interpretarea ingenuelor, Dee a câștigat un Glob de Aur ca una dintre cele mai promițătoare nou-venite a anului pentru interpretarea ei din filmul Until They Sail (1958) al lui Robert Wise. A devenit o vedetă adolescentă în urma interpretării din spectacolele Imitation of Life și Gidget (ambele din 1959).
Până la sfârșitul anilor 1960, cariera ei a început să scadă și o căsătorie foarte mediatizată cu Bobby Darin s-a încheiat cu divorț. În anul divorțului ei, contractul lui Dee cu Universal Studios a fost renunțat. Ea a încercat să revină cu filmul de groază independent din 1970 The Dunwitch Horror, dar a jucat rareori după această perioadă, apărând doar ocazional în producțiile de televiziune din anii 1970 și începutul anilor 1980. Restul deceniului a fost marcat de alcoolism, boli mintale și izolare, în special după ce mama ei a murit în 1987. Dee a căutat ajutor medical și psihologic la începutul anilor 1990 și a murit în 2005 din cauza unor complicații de la o boală de rinichi.